# Aló-Ahe (EP)
Aló-Ahe ist das 24. Extended-Play-Album des österreichischen Schlagersängers Freddy Quinn, das im 1962 in Frankreich im Musiklabel Polydor (Nummer 21 929) in Spanien erschien. Das am Album tätige Tonträgerunternehmen war Hispavox.

## Schallplattenhülle
Auf der Schallplattenhülle ist der Name des Sängers, „Freddy“, in schwarzer Schrift zu sehen, darunter „Alo-Ahe“ in großer gelber Schrift. Rechts unten befindet sich ein schwarzes Segelschiff mit weißen Segeln, der Hintergrund der gesamten Schallplattenhülle ist hellblau.

## Musik
Aló-Ahe wurde als Aloha ʻOe von der hawaiʻianischen Königin Liliʻuokalani 1877 geschrieben und ist ihr bekanntestes Werk. Quinns Coverversion wurde von Günter Loose geschrieben. El Inmenso Mar (Und das weite Meer) und ¿Cuando Tendré Yo Suerte? (Wann kommt das Glück auch zu mir?) sind spanische Übersetzungen von Quinns Liedern.

## Titelliste
Das Album beinhaltet folgende vier Titel:
- Seite 1

1. Aló-Ahe
2. El Inmenso Mar

- Seite 2

1. ¿Cuando Tendré Yo Suerte?
2. El Velero De Hamburgo